# Panamerikanische Spiele 2023/Moderner Fünfkampf
Bei den Panamerikanischen Spielen 2023 in der chilenischen Hauptstadt Santiago de Chile fanden vom 21. bis 27. Oktober 2023 im Modernen Fünfkampf fünf Wettbewerbe statt, davon je zwei bei den Männern und bei den Frauen sowie eine gemischte Staffel. Austragungsort waren die Militärschule Las Condes.

## Bilanz

### Medaillenspiegel
| Platz  | Land                       | Gold | Silber | Bronze | Gesamt |
| ------ | -------------------------- | ---- | ------ | ------ | ------ |
| 1      | Vereinigte Staaten         | 5    | 2      | —      | 7      |
| 2      | Ecuador                    | —    | 1      | 2      | 3      |
| 3      | Unabhängiges Athleten-Team | —    | 1      | 1      | 2      |
| 3      | Vereinigte Staaten         | —    | 1      | 1      | 2      |
| 5      | Kanada                     | —    | —      | 1      | 1      |
| Gesamt | Gesamt                     | 5    | 5      | 5      | 15     |

### Medaillengewinner
Männer
| Disziplin | Gold                                     | Silber                                          | Bronze                               |
| --------- | ---------------------------------------- | ----------------------------------------------- | ------------------------------------ |
| Einzel    | Emiliano Hernández                       | Duilio Carrillo                                 | Andrés Torres                        |
| Staffel   | MexikoEmiliano Hernández Duilio Carrillo | Vereinigte StaatenTristen Bell Brendan Anderson | EcuadorBayardo Naranjo Andrés Torres |

Frauen
| Disziplin | Gold                                | Silber                                                    | Bronze                              |
| --------- | ----------------------------------- | --------------------------------------------------------- | ----------------------------------- |
| Einzel    | Mayan Oliver                        | Catherine Oliver                                          | Sophia Hernández                    |
| Staffel   | MexikoCatherine Oliver Mayan Oliver | Unabhängiges Athleten-TeamPaula Valencia Sophia Hernández | KanadaKelly Fitzsimmons Devan Wiebe |

Mixed
| Disziplin | Gold                             | Silber                           | Bronze                                           |
| --------- | -------------------------------- | -------------------------------- | ------------------------------------------------ |
| Staffel   | MexikoTamara Vega Manuel Padilla | EcuadorSol Naranjo Andrés Torres | Vereinigte StaatenJessica Davis Brendan Anderson |